# Гончар Сергій Миколайович
Сергій Гончар (нар. 3 липня 1970, Рівне) —  український професійний велогонщик, один з найкращих у світі майстрів гонок з роздільним стартом. Проживає в Італії, у місті Маростіка.

## Життєпис
Серед досягнень Сергія Гончара титул чемпіона світу, перемоги на етапах багатоденних велогонок «Тур де Франс» та «Джиро д'Італія». На «Тур де Франс» 2006 року Сергій Гончар домінував у гонках з роздільним стартом, впевнено вигравши обидва подібні етапи. Після першого з них (7-ий етап Туру), Сергій три дні провів у жовтій майці лідера генерального заліку гонки. За кілька місяців до цього Сергію вдалося ще й приміряти рожеву майку лідера «Джиро д'Італія», після командної гонки з роздільним стартом. Проте професійну кар'єру Сергія зламали на самій вершині: 2007 році його ж команда T-Mobile відсторонила гонщика через підозри у вживанні ним заборонених препаратів. Пізніше підозри не підтвердили, але безцінний час для вже не молодого спортсмена було втрачено.
Після цього виступав за польську команду «Team Utensilnord».
На 2014 рік був спортивним директором російської команди «RusVelo».

## Команди та успіхи
- 1996 — без команди
  - Чемпіон України в гонках з роздільним стартом.

- 1997 — AKI
  - Срібний призер чемпіонату світу в гонках з роздільним стартом.
  - Переможець Chrono des Herbiers.

- 1998 — Cantina Tollo
  - Бронзовий призер чемпіонату світу в гонках з роздільним стартом.
  - Чемпіон України в гонках з роздільним стартом.
  - Переможець Chrono des Herbiers.

- 1999 — Vini Caldirola
  - Переможець Гран Прі Націй.
  - Переможець Туру Нідерландів (Ronde van Nederland).
  - Переможець Chrono des Herbiers.

- 2000 — Liquigas
  - Чемпіон світу в гонках з роздільним стартом.
  - Чемпіон України в гонках з роздільним стартом.
  - 2-ге місце на Chrono des Herbiers
  - 9-те місце в загальному заліку «Джиро д'Італія».

- 2001 — Liquigas
  - Чемпіон України в гонках з роздільним стартом.
  - 3-тє місце на Chrono des Herbiers.
  - 4-те місце в загальному заліку Джиро д'Італія.

- 2002 — Fassa Bortolo
  - Чемпіон України в гонках з роздільним стартом.
  - Переможець Кубку Націй — меморіалу Фаусто Коппі.
  - 23-тє місце в загальному заліку Джиро д'Італія.

- 2003 — De Nardi-Colpack
  - 8-ме місце в загальному заліку Джиро д'Італія.
  - Переможець 21-го етапу Джиро д'Італія.
  - Чемпіон України з шосейних гонок.
  - Друге місце на Circuit de la Sarthe.

- 2004 — De Nardi
  - 2-ге місце в загальному заліку Джиро д'Італія.
  - Переможець 13-го етапу Джиро д'Італія.

- 2005 — Domina Vacanze
  - Переможець 3-го етапу Джиро дель Трентіно.

- 2006 — T-Mobile Team
  - Лідер загального заліку (рожева майка) Джиро д'Італія після 5-го та 7-го етапів.
  - 52-ге місце в загальній класифікації Тур де Франс.
  - Лідер загального заліку Тур де Франс (жовта майка) після 7-го, 8-го та 9-го етапів.
  - Переможець обох етапів Тур де Франс з роздільним стартом (7-ий та 19-ий етапи).